# Nurra

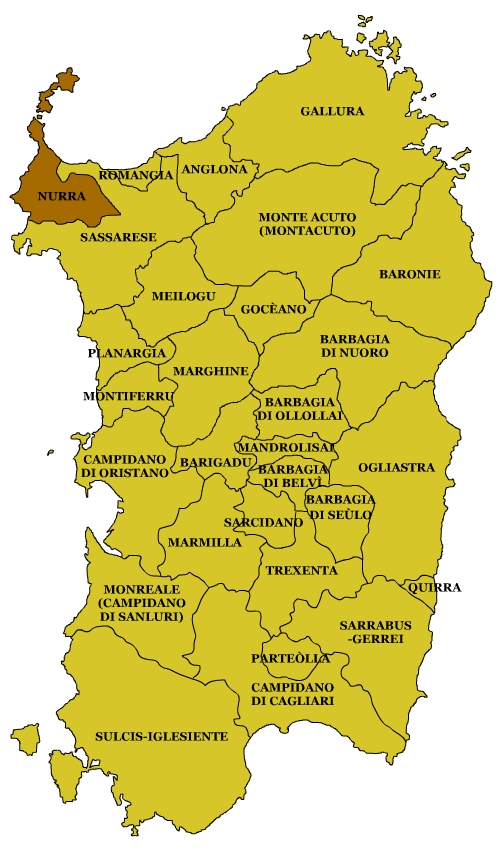
Carte de Nurra.

Nurra est une zone géographique située dans la partie nord-ouest de la Sardaigne. Elle est généralement définie par les villes de Sassari, Porto Torres et Alghero ainsi que la mer de Sardaigne.